# Pont de Malabadi
El Pont de Malabadi (en turc: Malabadi Köprüsü, en kurd: Pira Malabadê) és un pont d'arc medieval de pedra de Turquia que travessa el riu Batman a uns 24 km de la ciutat de Silvan, en la ruta d'Amed a Ëlih, a Anatòlia, al sud-est de l'estat. La construcció en començà l'any 541 de l'hègira (1146/1147 del calendari gregorià) durant el període ortúkida, i sembla haver estat completat el 549 de l'hègira (1154/1155 del calendari gregorià). L'encarregà Timurtas bin Ilgazi bin Artuk, anomenat Timurtas de Mardin, fill d'Ilgazi, i net d'Ortuk Bey.
És el pont d'arc més gran de Turquia i entre els anys 1147-1341 ho hauria estat del món, fins a la construcció del Pont del Diable de Ceret. El 2016 l'inscrigueren en la llista indicativa de Turquia de llocs Patrimoni de la Humanitat de la UNESCO.

## Història
Segons l'historiador local del segle xii Ibn al-Azraq al-Farīqī, el pont actual hauria reemplaçat un altre de construït el 48 de l'hègira (668/669 del calendari gregorià) que s'havia esfondrat el 539 de l'hègira (1144/1145 del calendari gregorià). Les inconsistències entre les dues còpies manuscrites que es conserven d'aquesta narració d'Ibn al-Azraq fan difícil identificar el pont de Malabadi com el que ell anomena pont de Qaramān o pont d'Aqramān. Molts aspectes, però, de la seua descripció geogràfica i l'explicació històrica donen suport a aquesta identificació.
Ibn al-Azraq diu que la construcció del pont actual, la començà el governant ortúkida de Mayafaraqin i Mardin al-Saʿīd Ḥusām al-Dīn Temür-Tash l'any 541 de l'hègira (1146/1147 del calendari gregorià), sota la supervisió d'al-Zāhid bin al-Ṭawīl. Després que al-Zāhid construís la base oriental del pont, fou destruïda per les inundacions. Al-Zāhid fou multat per «artesania defectuosa» i fou reemplaçat per Amir Saif al-Dīn Shīrbārīk Maudūd bin ʿAlī (bin Alp-Yaruq) bin Artuq. Shīrbārīk reinicià el treball sota la supervisió d'Abuʾl-Khair bin al-Ḥakīm al-Fāsūl, i va usar-ne fustes massisses en la construcció. Al 548 de l'hègira (1153/1154 del calendari gregorià) el pont estava gairebé acabat. En el moment de la mort d'Ḥusām al-Dīn Temür-Tash, però, al 548 de l'hègira (1154 del calendari gregorià), l'arc encara no estava pas complet. El seu successor, Najm al-Dīn Alpī, es va disposar a completar el pont i, tot i que el treball fou novament interromput per una inundació, «[ell] el va construir i reparar i va completar-ne la unió de l'arc».
L'historiador d'arquitectura francés Albert Gabriel i l'epigrafista Jean Sauvaget van visitar el pont el 1932 i Sauvaget hi va distingir una inscripció amb el nom de Temür-Tash de l'any 542 de l'hègira (1147/1148 en el calendari gregorià), que possiblement correspon al començament de la segona construcció sota Shīrbārīk. El pont es restaurà a la fi del segle, i després a la primeria del XX.
Un investigador estatunidenc, Eric DeLony, director de l'Historic American Engineering Record, del servei de Parcs Estatals del Departament de l'Interior d'Estats Units, que ha realitzat un estudi sobre tots els tipus de ponts des de l'edat del bronze, proposà la inscripció del Pont Malabadi per a la Llista del Patrimoni de la Humanitat de la UNESCO en el títol del període medieval. El 2016, s'inclogué en la llista indicativa d'UNESCO.

## Descripció
L'est de Turquia és ric en antics ponts dignes d'interés. Un d'aquests, el Pont de Malabati, que travessa el Batman, és el pont d'arc més gran de Turquia. Aquest pont té una longitud de 150 m i una amplada de 7 m. L'obertura principal té una llum de 38,6 m. L'alçada del pont, des de la part superior de la clau angular fins al nivell més baix del riu, és de  19 m. El sòl s'eleva gradualment des del nivell més baix de la carretera fins a arribar al punt central, que és un arc apuntat que s'alça per sobre de la part més fonda del riu. Es van usar pedres de colors per a construir-lo. Els arcs petits, fets amb el mateix material acolorit, permeten que la carretera s'alce fins a la part superior del pont.
L'estructura del pont travessa el riu perpendicularment; els camins d'accés, però, hi formen un angle, de manera que hi ha un clevill que interromp els accessos, tant a l'est com a l'oest. Dos dels pilons del pont estan col·locats al llit del riu. El suport occidental està decorat amb escultures de personatges, un dempeus i l'altre assegut.
En tots dos costats de l'arc central hi ha espais on els viatgers es poden refugiar a l'hivern. Des d'aquests llocs, en què les sentinelles feien guàrdia i cobraven peatge, era possible, gràcies als porxos connectats a les vores de la carretera, escoltar el so de les caravanes que venien des de lluny.
Aquest pont ha estat durant molt de temps l'únic sobre el riu Batman en aquesta àrea. Estigué obert fins a la dècada dels 1950, quan es va construir un nou pont viari, més adaptat al trànsit modern.
Considerant les tècniques de l'època, el Pont Malabadi és una obra increïble i prodigiosa. Ha sobreviscut fins hui, després d'haver sofert moltes reparacions. Fou restaurat una vegada al final del segle XII; la darrera restauració se'n remunta al començament del XX.

Imatges del pont
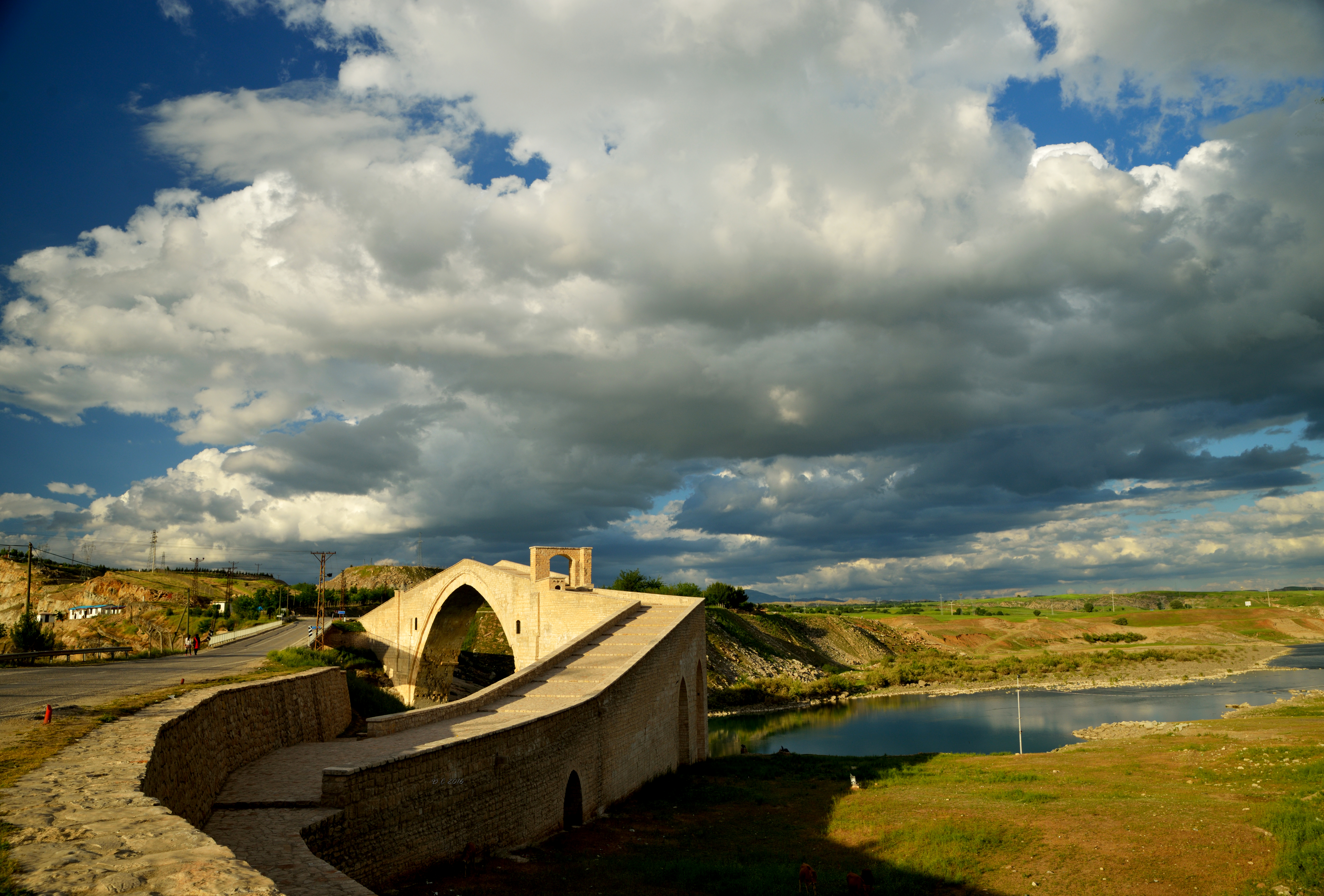
Vista d'ambdós ponts, el nou, del 1955, envaint-ne l'antic
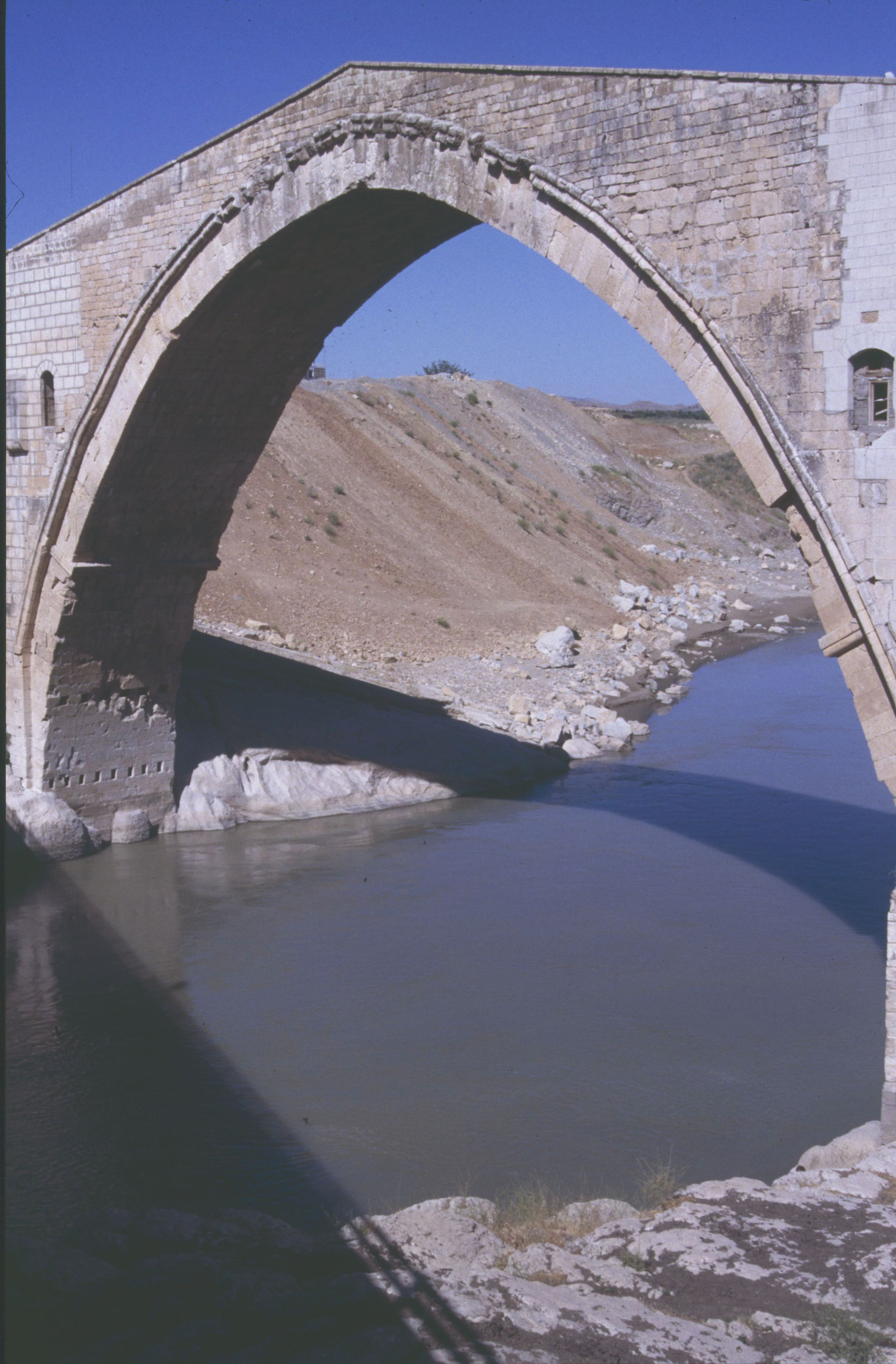
Vista de l'arc apuntat
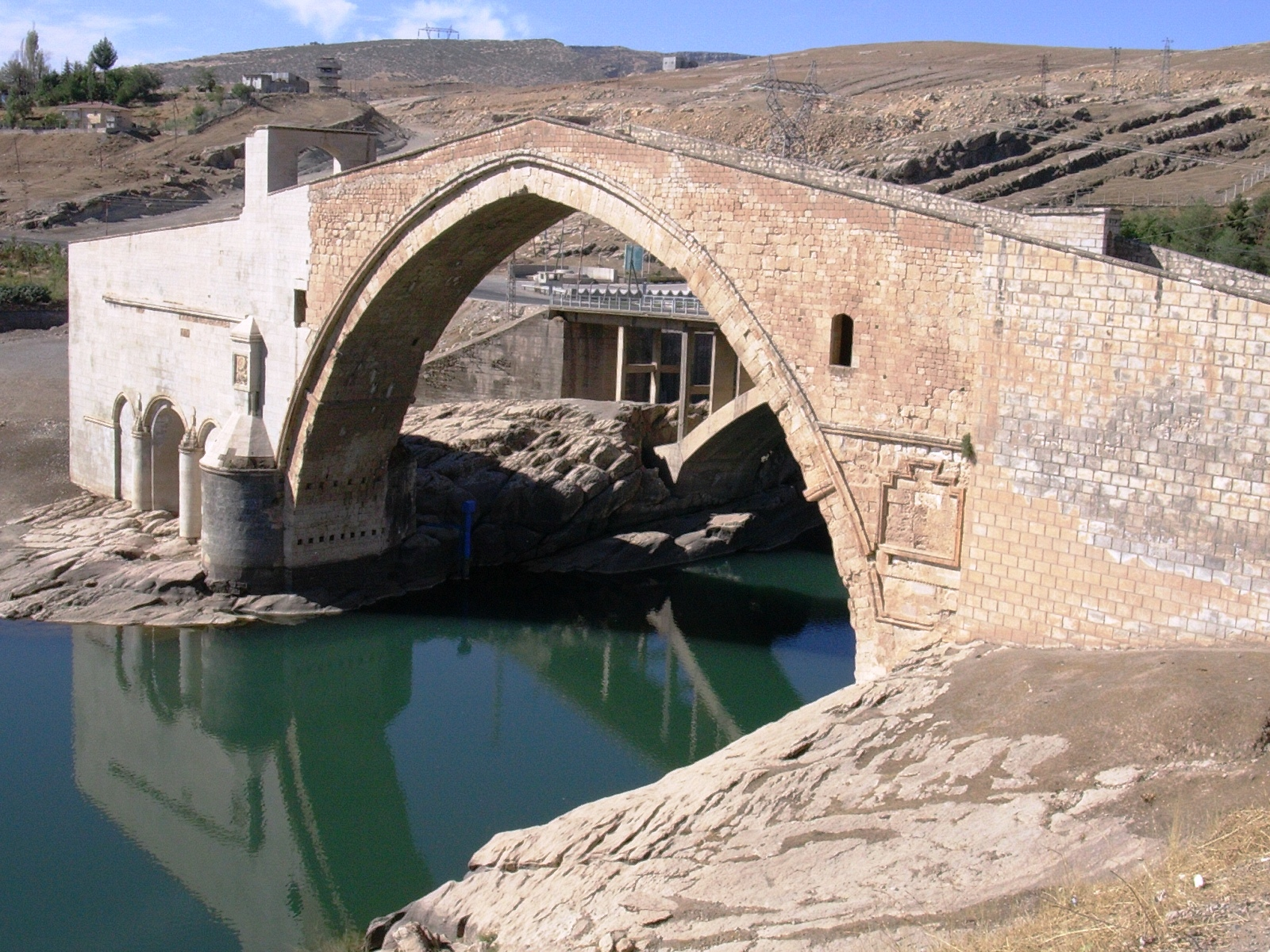
Vista del pont
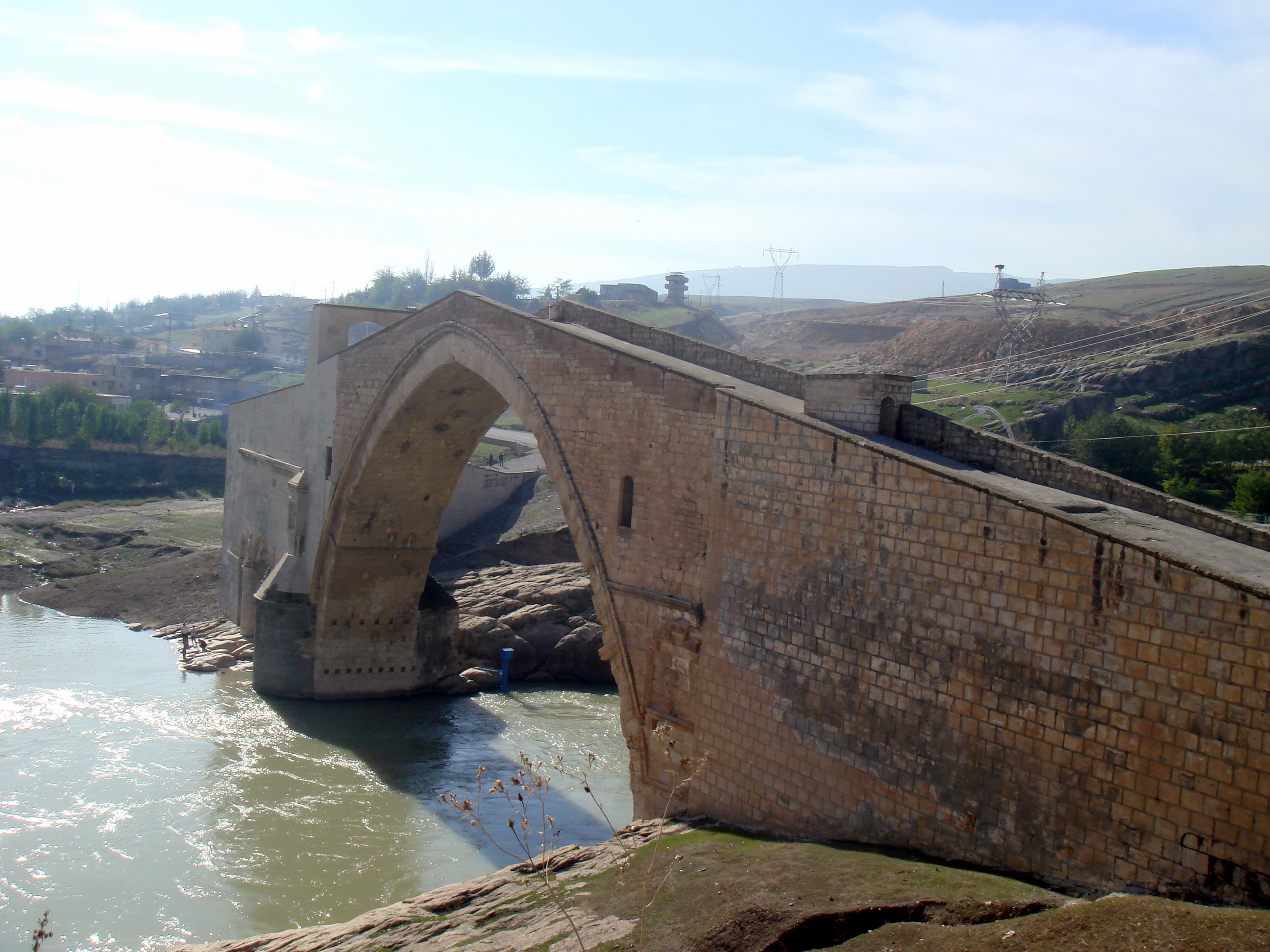
Vista més llunyana